# 金鸡镇 (藤县)
金鸡镇，是中华人民共和国广西壮族自治区梧州市藤县下辖的一个乡镇级行政单位。

## 行政区划
金鸡镇下辖以下地区：
富民社区、金鸡村、民乐村、秀安村、龙头村、大坟村、平山村、陶塘村、旺国村、同荣村、思善村、古华村、兴隆村、交口村、新中村、镇安村、胜安村、同安村、光华村、新民村和沙冲村。